# Júlia Mérida Coli
Júlia Mérida Coli   (Inca, 23 de setembre de 1995) és una musicòloga i comunicadora mallorquina. És una figura de referència al panorama mediàtic balear contemporani.
Nascuda el 1995 a Inca, és manacorina d'adopció. Es va graduar en musicologia i es desenvolupa principalment com a professora de música a l'etapa secundària. També va ser professora adjunta del Màster Universitari en Formació del Professorat de la Universitat de les Illes Balears durant el curs 2022-2023.
A més, d'ençà del 2021 es dedica a la creació de contingut digital en llengua catalana i advoca per la normalització lingüística en aquest àmbit. Inicialment, a les xarxes socials compartia reflexions, escrits i recomanacions lectores en tant que lletraferida; ara ha diversificat el contingut i hi parla també de cultura i estil de vida. Està activa sobretot a Instagram i TikTok.
El 2021, va estrenar igualment el pòdcast Pati de butaques, de temàtica musical. Gràcies a això, Josep Ramon Cerdà, el director del Teatre Principal de Palma, va contractar-la per a la primera temporada del pòdcast Sala 3, corresponent al teatre en qüestió, en el qual es va centrar en l'òpera i la lírica. A més, col·labora en altres mitjans, com la revista Cent per cent de Manacor, la publicació musical S'Altra Música i IB3.
Anteriorment, el 2020, havia guanyat la categoria d'adults del premi Imagina un amor del Festival de Literatura Queer de l'Associació d'Escriptors en Llengua Catalana pel relat «El llibre blau», ex aequo amb Cristina Xifra. A banda, el 2024, va participar en la XIX Marató de Rondalles de la Setmana Alcover, un esdeveniment en homenatge a mossèn Alcover organitzat per la Institució Pública Antoni M. Alcover. Hi va contar la rondalla «Na Tricafaldetes».
Pel pòdcast Pati de butaques, el 2024 va ser nominada al premi AMIC-Tresdeu al millor creador de contingut de cultura i art, així com guanyadora del Premi Sonor al millor pòdcast conversacional. Més endavant, el 2025, va ser una de les finalistes dels Premis CRIT en la categoria d'art i cultura.